# Kwenenbos
Kwenenbos is een grote wijk aan de zuidelijke zijde van de Belgische gemeente Merelbeke. Het Rotarybos scheidt beide kernen van elkaar. Door de afstand van het dorpscentrum van Merelbeke beschikt Kwenenbos over een eigen hulpkerk, de Sint Hendrikskerk met de nabijgelegen lagere school, de Sint Elooisschool. De Schelde loopt aan de westzijde van de wijk.

## Bezienswaardigheden
- de Sint-Hendrikskerk, ingewijd op 24 november 1957
- de Sint-Elooiskapel uit de 13e-14e eeuw
- het kasteel Krombrugge in het noordwesten
- het landschap langs de Schelde

## Afbeeldingen

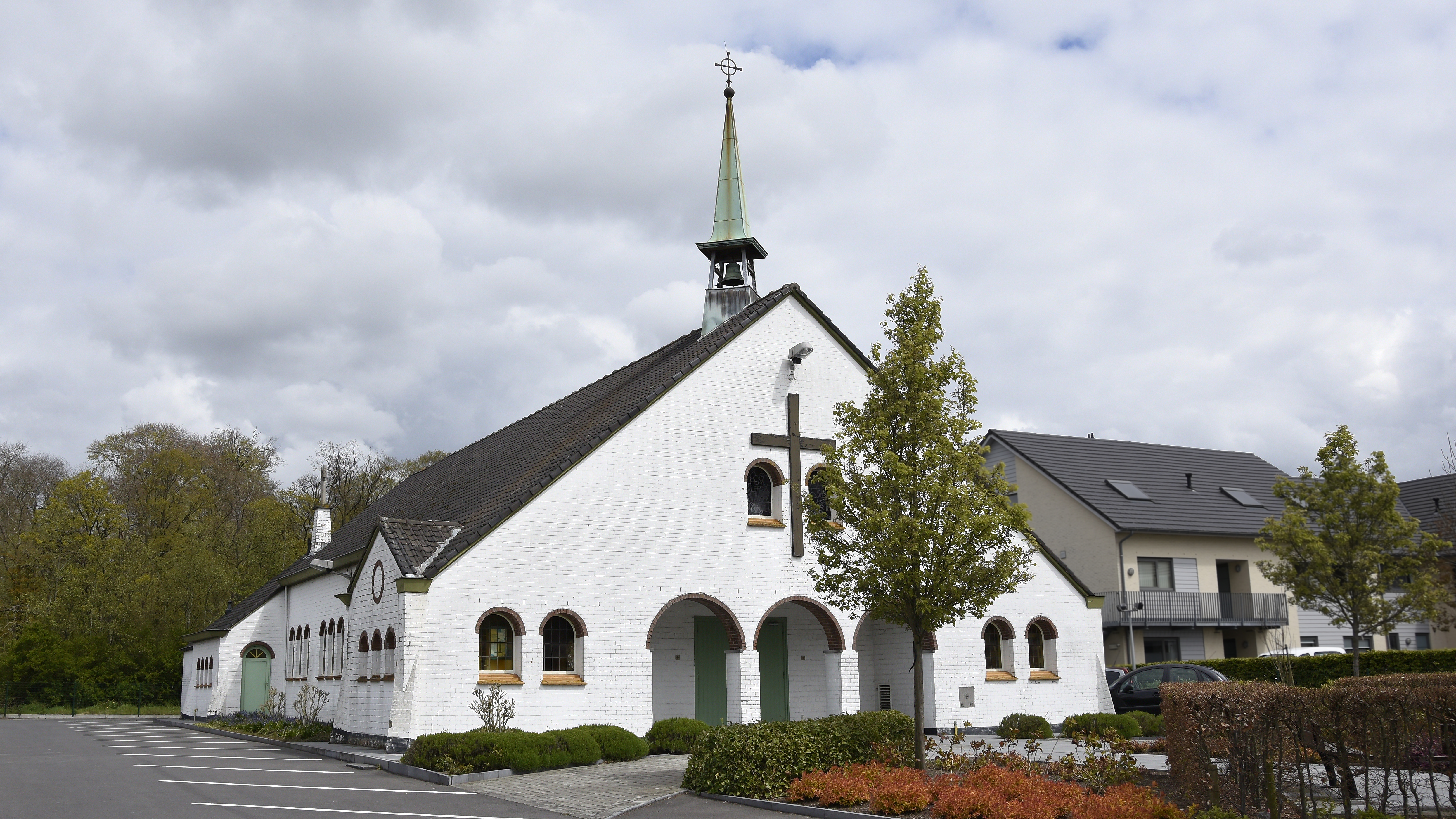
De Sint-Hendrikuskerk

## Nabijgelegen kernen
Merelbeke, Bottelare, Schelderode
Deelgemeenten: Bottelare · Gontrode · Lemberge · Melle · Melsen · Merelbeke · Munte · Schelderode

Gehuchten en wijken: Flora · Hollebeek · Kwenenbos · Vogelhoek

Belgische gemeenten · Arrondissement Gent · Oost-Vlaanderen · Vlaanderen